# Ерна Усланн
Ерна Усланн (норв. Erna Osland; нар. (24 лютого 1952, Норвегія) — норвезька дитяча письменниця.

## Біографія
Ерна Усланн народилася 24 лютого 1952 року в Норвегії. Має вищу освіту. Вчителька. Свій літературний дебют вона зробила в 1987 році романом для молоді Natteramnen. Вона отримала премію критиків Норвегії за найкращу дитячу книгу в 1999 році. Ерна Усланд написала магістерську роботу з дитячої літератури.

## Відзнаки
- 1991 р. - Ерна Усланд отримала премію за Рейсу до Марії
- 1992 р. — Література премія Асоціації шкільних бібліотекарів
- 1992 р.- відзнака Міністерства культури
- 1995 р.- Нінорська дитяча літературна премія
- 1996 р. — стипендія Зігмунда Скарда
- 1997 р.- Sunnmørrisprisen
- 1999 р. — Норвезька премія дитячої книжкової критики
- 2005 р. Церковна премія дитячої та юнацької літератури
- 2013 р. — Нінорська дитяча літературна премія